# 12632 Mignonette
12632 Mignonette è un asteroide della fascia principale. Scoperto nel 1971, presenta un'orbita caratterizzata da un semiasse maggiore pari a 2,4244928 UA e da un'eccentricità di 0,1130313, inclinata di 1,96579° rispetto all'eclittica.